# Dagaz
| Dagaz            | Dagaz           | Dagaz           | Dagaz          | Dagaz          | Dagaz    | Dagaz    |
| Nome             | Proto-germanico | Proto-germanico | Antico inglese | Antico inglese |          |          |
| ---------------- | --------------- | --------------- | -------------- | -------------- | -------- | -------- |
| Nome             | *Dagaz          | *Dagaz          | Dæȝ            | Dæȝ            |          |          |
| Significato      | giorno          | giorno          | giorno         | giorno         | giorno   | giorno   |
| Forma            | Fuþark antico   | Fuþark antico   | Fuþorc         | Fuþorc         |          |          |
| Forma            |                 |                 |                |                |          |          |
| Unicode          | ᛞ U+16DE        | ᛞ U+16DE        | ᛞ U+16DE       | ᛞ U+16DE       | ᛞ U+16DE | ᛞ U+16DE |
| Traslitterazione | d               | d               | d              | d              | d        | d        |
| Trascrizione     | d               | d               | d              | d              | d        | d        |
| IPA              | [ð]             | [ð]             | [d]            | [d]            | [d]      | [d]      |
| Ordine alfab.    | 23              | 23              | 23             | 23             | 23       | 23       |

*Dagaz (in italiano "giorno") è il nome proto-germanico ricostruito della runa del Fuþark antico d (carattere Unicode ᛞ). Tale runa compare anche nel Fuþorc anglosassone e frisone con il nome di Dæȝ o Daeg.
La sua forma è forse derivata dalla lettera san dell'alfabeto leponzio.
Il nome della lettera corrispondente nell'alfabeto gotico (, 𐌳) è dags.

## Poemi runici
La runa dagaz è menzionata solamente nel poema runico anglosassone (poiché non ne esiste una versione nel Fuþark recente) con il nome di dæg.
| Poema runico: | Traduzione: |
| Antico inglese ᛞ Dæg byþ drihtnes sond, deore mannum, mære metodes leoht, myrgþ and tohiht eadgum and earmum, eallum brice. | Il giorno, la gloriosa luce del Creatore, è mandato dal Signore; è amato dall'uomo, una fonte di speranza e gioia per il ricco e per il povero, e di utilità per tutti. |

## Iscrizioni
Un uso particolare della dagaz è stato fatto sull'iscrizione presente sulla Ög 43 ad Ingelstad (a nord di Norrköping, Östergötland, in Svezia). L'iscrizione infatti è in Fuþark recente, alfabeto in cui la dagaz non esiste, eppure la prima runa della seconda riga è appunto una dagaz tratta dal Fuþark antico; essa è stata trascritta dagli studiosi come dagr (parola norrena che significa "giorno") ed interpretata come nome del maestro runico che scolpì la pietra (la seconda riga reciterebbe dunque "Dagr la intagliò sulla faccia del precipizio").